# Юзеф Анквич
Ю́зеф А́нквич  графського гербу Абданк (пол. Józef Ankwicz; близько 1750, Новий Санч[джерело?] — 9 травня 1794, Варшава) — граф, польський шляхтич, суддя Коронного трибуналу, урядник, політичний діяч, торговицький конфедерат.

## Життєпис
Народився близько 1750 року. Батько — Станіслав Анквич, сандецький каштелян, матір — дружина батька Саломея Чернянка.
Навчався в «Колегіум нобіліум» принаймні до 1766 року.
Був послом до Сейму 1776 року від Краківського воєводства. Завдяки інтелігентності та здібностям правника за підтримки короля отримав посаду судді Коронного трибуналу та був нагороджений орденом святого Станіслава. Пізніше опікувався виділовими школами.
Мав посаду (уряд) сандецького каштеляна від 19 січня 1782 року після відставки батька (до 1791 року). Був послом останнього сейму Речі Посполитої — Гродненського в 1793 році.
З 1793 року перебував на службі Російській імперії.
Під час Варшавської (костюшківської) інсурекції був заарештований 18 квітня 1794 року у м. Варшава. В ув'язненні поводився гідно, на відміну від частини інших в'язнів, визнаючи, що кожен, хто підписав поділ Польщі, вартий смерті.
Незважаючи на заступництво Яна Кілінського, повішений як зрадник 9 травня 1794 року у м. Варшава під час костюшківської інсурекції. Був похований на давньому Свентокшиському цвинтарі на Кошиках (Варшава).

### Сім'я
Дружина — Анна з Біберштайн Старовейська. Діти:
- Анджей — римо-католицький релігійний діяч. Львівський і Празький латинський архієпископ.[4]